# El cuerpo
El cuerpo é um filme de drama espanhol de 2012 dirigido e escrito por Oriol Paulo. Em 2016, a obra foi regravada em Oru Melliya Kodu, versão indiana.

## Elenco
- José Coronado - Jaime Peña
- Belén Rueda - Mayka Villaverde Freire
- Hugo Silva - Alejandro "Álex" Ulloa Marcos
- Aura Garrido - Carla Miller / Eva Peña
- Juan Pablo Shuk - Pablo
- Cristina Plazas - Silvia Tapia
- Oriol Vila - Mateos
- Nausicaa Bonnín - Patricia